# Temple de Mout (Karnak)
L'enceinte de Mout est l'une des quatre principales enceintes du temple de Karnak, situé près de Louxor, en Égypte. Elle est dédiée à la déesse égyptienne Mout, la déesse-mère. Mout (translittération : mwt) signifie « mère ».
L'enceinte de Mout n'était plus ouverte au public et aux touristes depuis 1976, date à laquelle le gouvernement égyptien a fourni au Brooklyn Museum une garantie leur permettant d'explorer le site, autorisant la fouille et la restauration des lieux. L'Institute of Arts de Détroit participe à cette opération archéologique. Seule la zone du temple de la déesse et des petits temples annexes qui le bordent est dégagée pour le moment. Une vaste zone en friche reste encore à explorer, et fait l'objet à la suite de divers sondages, d'une prospection systématique afin d'en révéler les vestiges qui probablement s'alignaient le long du grand lac de la « Dame de Ouaset ».
Le site dans son ensemble occupe une surface d'environ 150 000 m2.

## Histoire du temple

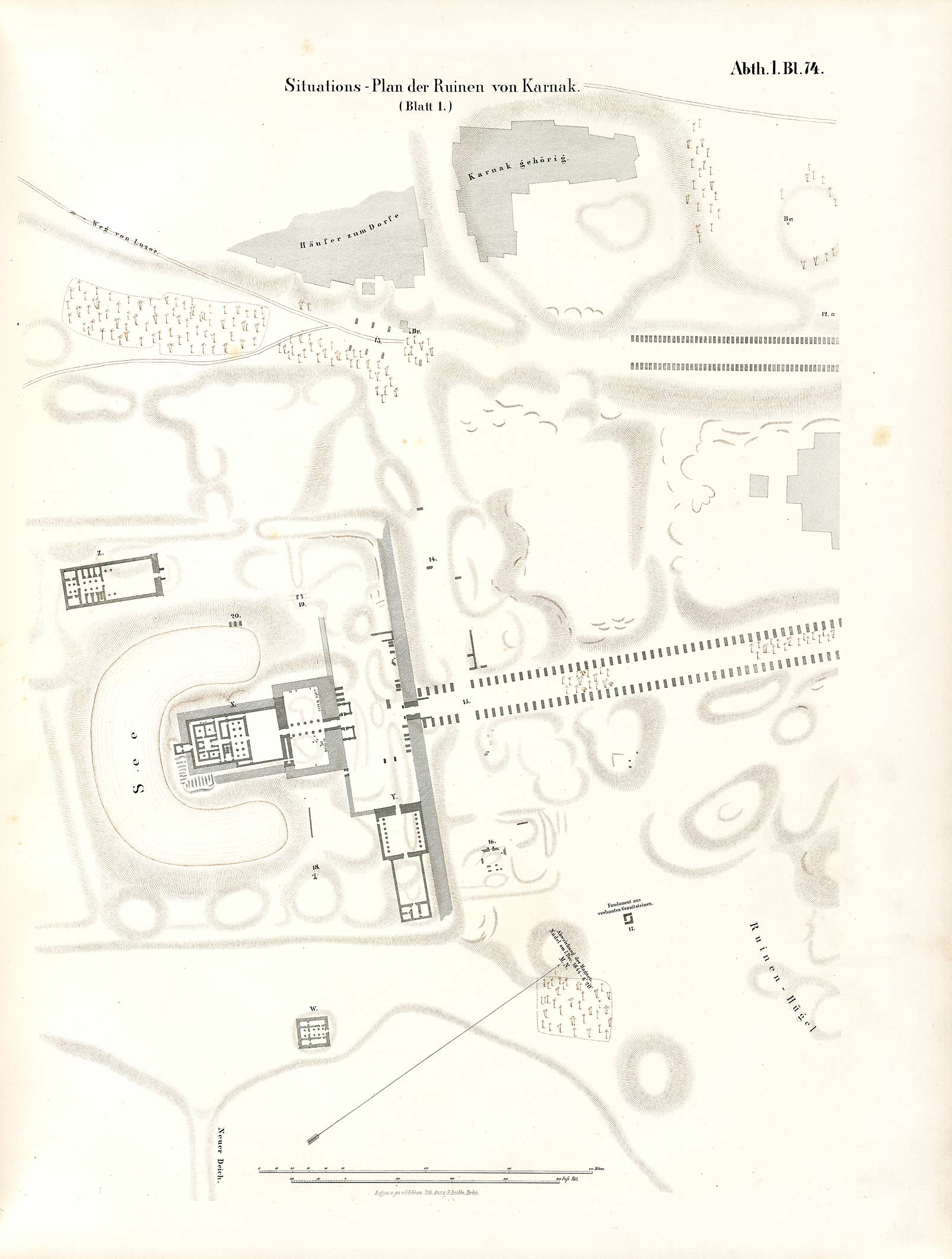
Plan du temple de Mout à Karnak relevé par Lepsius au XIXe siècle.

L'enceinte a été ajoutée, ou simplement agrandie, au cours de la XVIIIe dynastie, puis utilisée jusqu'à la période gréco-romaine. Son dernier état date en l'occurrence du règne de Tibère.
Le temple de Mout, lui, aurait été fondé par Hatchepsout puis remanié et agrandi par ses successeurs notamment Amenhotep III. De nombreuses statues ou parties de colosses datant de son règne y ont été retrouvées.
Il était composé d'une avant-cour avec un portail monumental, dont le dernier état date de la période lagide, d'un pylône arasé aujourd'hui, d'une seconde cour qui comprenait et comprend encore beaucoup de statues de Sekhmet, d'un second pylône et de la zone du sanctuaire avec sa salle de la barque et son naos. Une chapelle y était adossée et donnait sur le lac sacré que l'on nommait alors Isherou.
Ce sont donc dans les cours du temple de Mout et de ses environs immédiats qu'ont été trouvées et dispersées dans les grands musées du monde les fameuses statues de Sekhmet, assise ou debout, dont la tradition rapporte qu'il en existait 365 pour le jour et 365 pour la nuit.
Les fouilles récentes en ont révélé encore beaucoup en place même si ces exemples là sont eux en moins bon état que ceux qui se trouvent dans les célèbres collections égyptologiques. Ces statues sont les restes les plus saisissants du domaine et datent toutes du règne d'Amenhotep III de la XVIIIe dynastie, dont un certain nombre ont été réinscrites au nom de Sheshonq Ier. Outre les cours à ciel ouvert ces statues étaient également placées tout autour du temple et ainsi replacées semblent former une seconde enceinte protectrice ou prophylactique, du temple de la déesse.
Récemment les équipes de fouilles ont découvert dans la partie encore inexplorée au sud du lac sacré une statue de la reine Tiyi. Cette statue inédite de la grande épouse royale d'Amenhotep III est dans un excellent état de conservation bien qu'une partie des jambes et les pieds soient manquants. Elle a été immédiatement transférée au Musée égyptien du Caire et y est désormais exposée. Non seulement il s'agit d'un exemplaire unique de la statuaire de la reine, mais en plus elle ne semble pas avoir souffert des exactions de l'atonisme de son fils Akhenaton, qui fit systématiquement rechercher et marteler toute image divine qui ne cadrait pas avec le nouveau dogme qu'il imposa au sanctuaire de Thèbes. En effet, la statue de la reine porte sur sa perruque tripartite un modius sur lequel les épithètes de la Tiyi et la titulature de son royal époux sont intacts.
Avec le retour à l'orthodoxie amonienne à la suite de la période amarnienne qui marqua la fin de la XVIIIe dynastie, le culte de Mout se développa, à tel point que l'on retrouvera ses sanctuaires jusqu'en Nubie à Napata. Il est, dès la XIXe dynastie, rattaché au rôle que prend la mère du roi comme l'atteste le nom de Mout-Touy, mère de Ramsès II.
Il est certain que le temple reçut l'attention des souverains des dynasties suivantes, restaurant ce qui avait souffert lors des persécutions atoniennes et l'embellirent encore.
Troisième domaine divin de la Thèbes d'alors, le temple fut le théâtre comme toute la ville alors de la montée en puissance du clergé thébain qui finira par s'autonomiser complètement des monarques restés au nord à Tanis.
Les souverains kouchites furent des grands constructeurs à Karnak et le temple de Mout n'y dérogea pas recevant sa grande colonnade en forme de kiosque qui se situait en avant du premier pylône, formant ainsi un magnifique reposoir pour la barque divine, objet d'un culte populaire intense. 
Les temples de Karnak souffrirent grandement de l'invasion assyrienne qui suivit cette période et le traumatisme qu'elle provoqua fit que lentement le déclin s'ensuivit, malgré les attentions particulières que les premiers Ptolémées accordèrent à ses monuments. À partir du Ier siècle de notre ère, comme beaucoup de cultes de l'Égypte alors sous la coupe réglée de l'Empire romain, d'une hellénisation grandissante et des premiers effets du christianisme naissant, l'utilisation du temple a décliné et le complexe sombra dans l'oubli avec la fin du culte de Mout. Le temps a, depuis, profondément altéré les monuments de l'enceinte. Plus aucune construction de plus d'un mètre n'a survécu. Des centaines d'idoles et de statues sont tombées au centre du site.

## Les autres bâtiments de l'enceinte
Outre le temple de Mout et le lac sacré, en forme de croissant de lune, on retrouve un temple de Ramsès III construit sur le modèle de celui qu'il fit édifier dans la première cour du grand temple voisin d'Amon-Rê, et celui de Khonspekhrod immédiatement à gauche de l'avant-cour, et qui devait fonctionner comme un mammisi au vu des restes de scènes qui ornent les murs conservés sur les premières assises.
Ce petit temple semble avoir été fondé par Amenhotep III, voire au début de la XVIIIe dynastie, mais dans son état actuel les vestiges visibles datent de la XXVe dynastie qui semble l'avoir complètement reconstruit. Des colosses osiriaques au nom d'Amenhotep Ier ont été redressés contre les vestiges du pylône tandis que de grands colosses brisés jonchent encore le sol de l'avant-cour qui donnait accès aux deux temples, formant ainsi un grand espace cérémoniel qui pouvait accueillir le peuple lors des grandes fêtes qui rythmaient la vie de la cité.
Il y a également de plus petits temples et bâtiments de moindre importance, comme le temple de Nectanébo II, la station de Thoutmôsis III et d'Hatchepsout et le sanctuaire d'Amon-Kamoutef qui sont à l'extérieur de l'enceinte de Mout sur le parvis de la grande porte monumentale, à la croisée des grandes voies pavées qui y convergeaient.
En effet, un dromos de 400 mètres de long prolonge l'entrée, bordé de statues de sphinx à tête de bélier. L'allée pointe vers le nord, directement vers le dixième pylône de l'enceinte d'Amon-Rê. Cette avenue est actuellement en restauration.
Une autre avenue de Sphinx part de l'entrée, parcourt 250 mètres vers l'ouest rejoignant un grand dromos long cette fois de 3 km et qui reliait la porte de Ptolémée III Évergète de l'enceinte d'Amon-Rê au temple de Louxor, formant une voie processionnelle célèbre et empruntée par les barques divines lors de la grande fête d'Opet, une fois par an.

## Photos

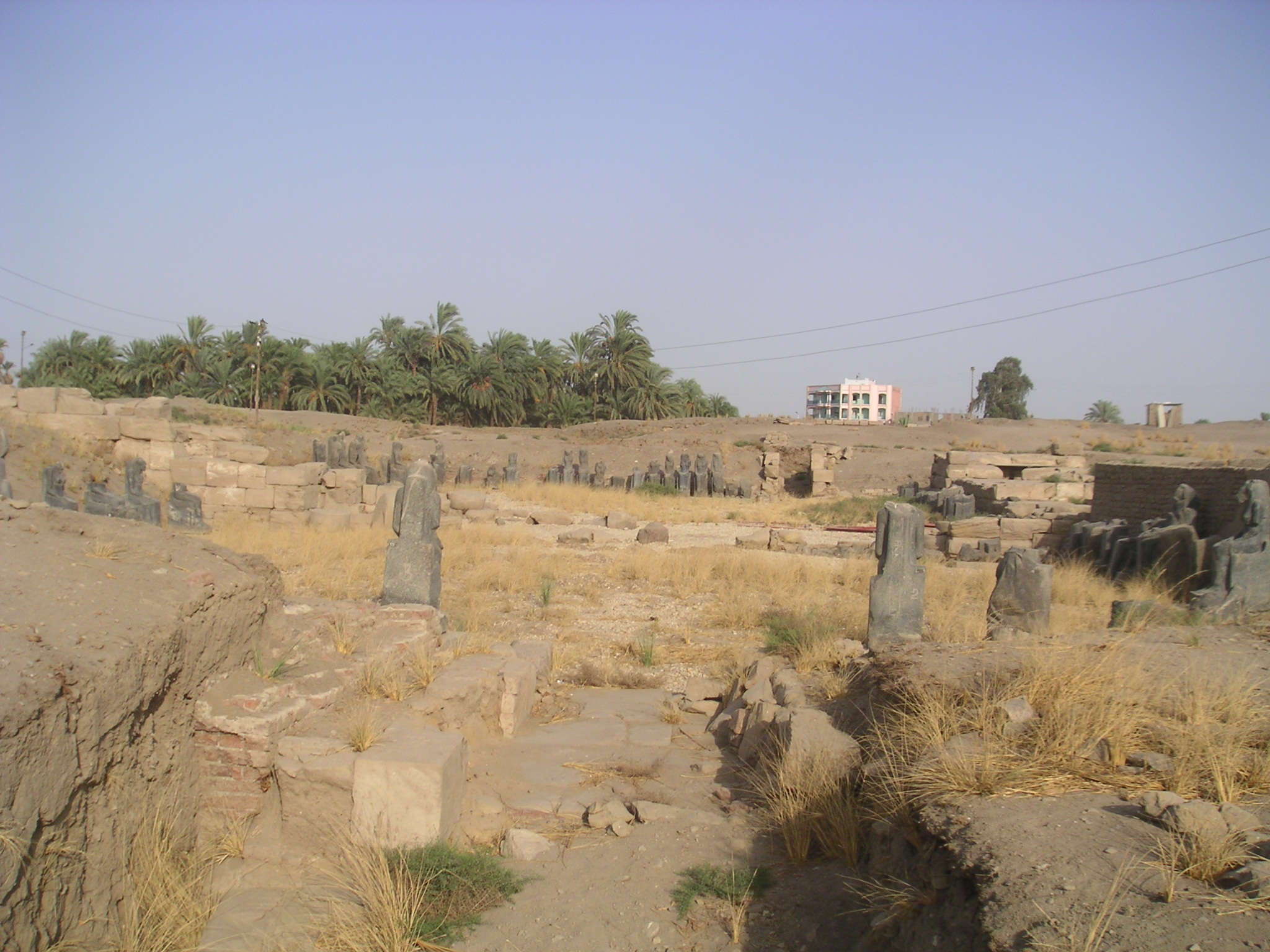
Vue d'une cour du temple de Mout à Karnak
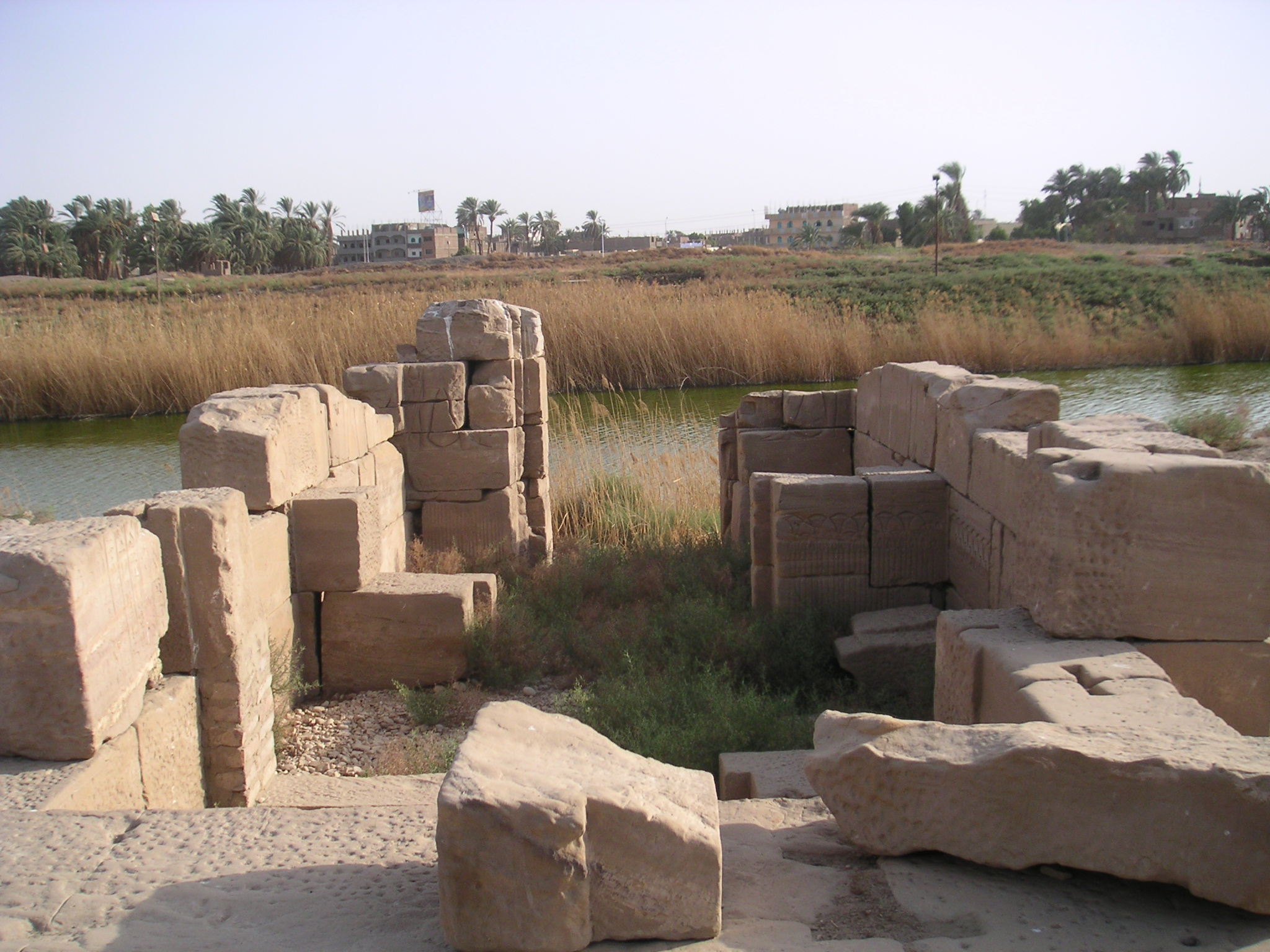
Vue de la chapelle adossée au sanctuaire du temple de Mout
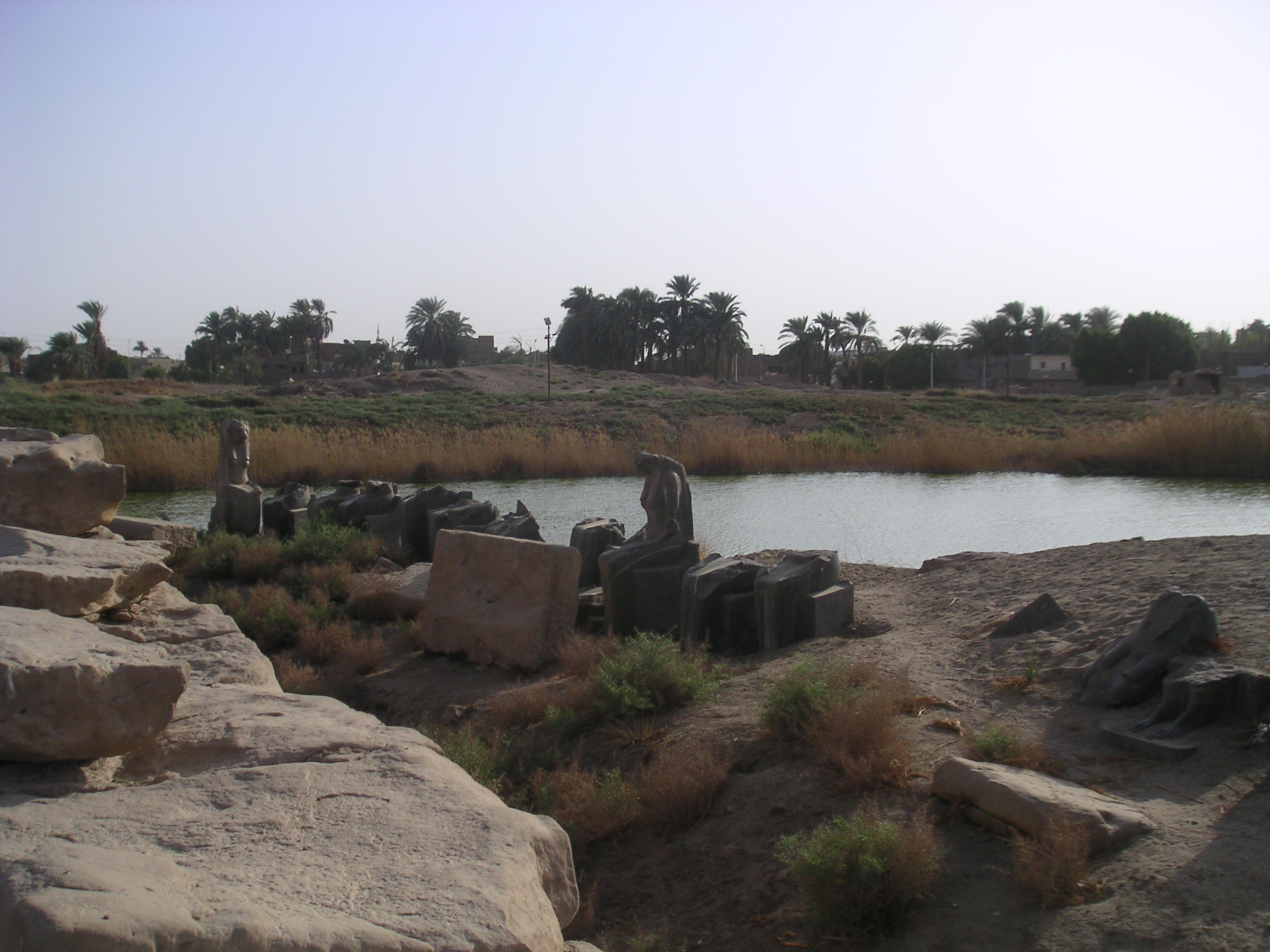
Vue du lac sacré Isherou bordé de statues de Sekhmet
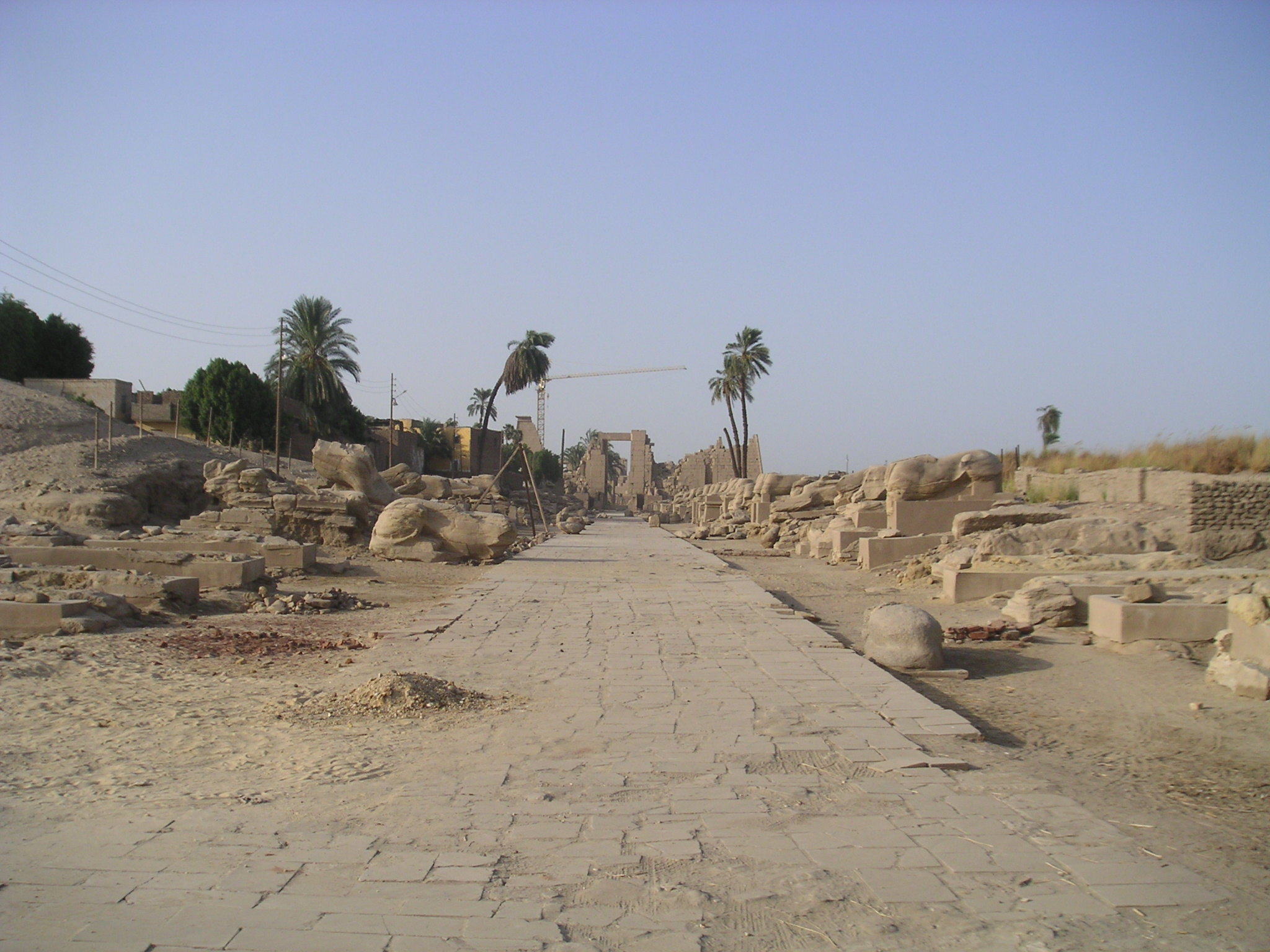
Vue du dromos reliant les enceinte de Mout et d'Amon-Rê
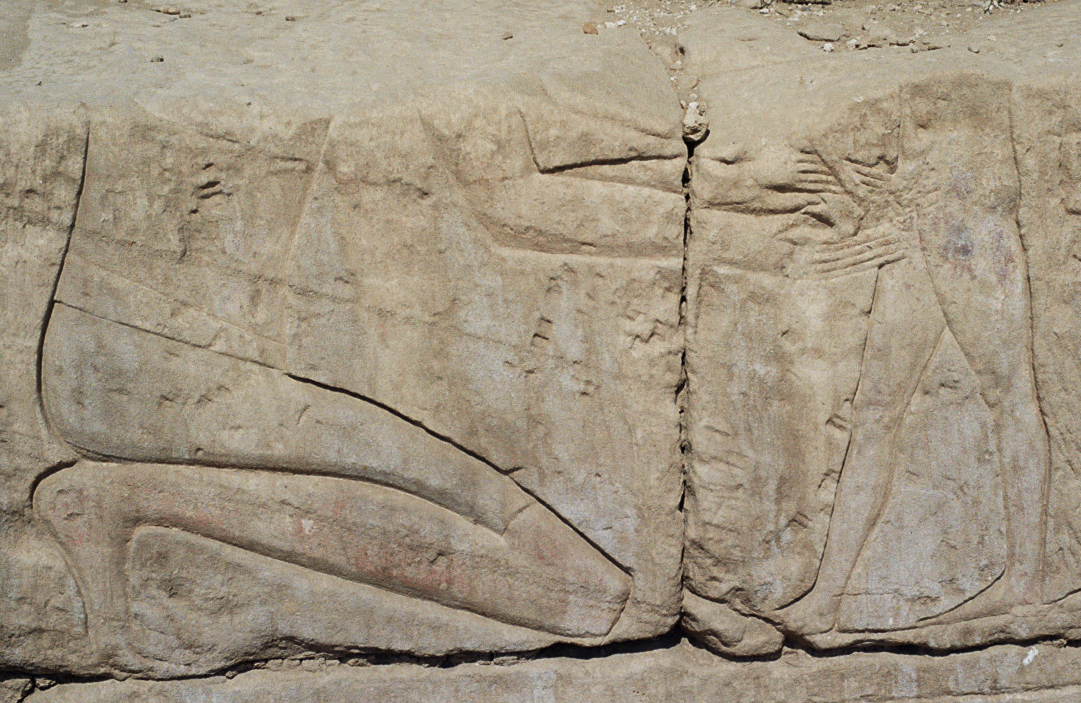
Scène de circoncision sur un relief du temple de Khonsou dans l'enceinte de Mout